# Suinin
Suinin (垂仁天皇, Suinin Tennō; 69 a.C. – 70) è stato l'undicesimo imperatore del Giappone secondo la lista tradizionale degli imperatori.
Nessuna data certa può essere assegnata a lui o al suo regno ed è considerato dagli storici come una leggenda.
Secondo la leggenda, circa duemila anni fa, l'imperatore Suinin ordinò alla sua figlia, la principessa Yamatohime-no-mikoto, di partire alla ricerca di un luogo adatto dove tenere le cerimonie in onore di Amaterasu Omikami, la dea del Sole. Dopo vent'anni di ricerche disse di essersi insediata nell'area di Ise, costruendo il Tempio di Ise.
Secondo il Nihonshoki l'incontro di lotta libera tra Tehiede Tuhōyō no Sukune e Taima no Kehaya, tenuto durante la sua era, fu l'origine del Sumai (Sumo).